# 1470年
| 千纪： | 2千纪 |
| 世纪： | 14世纪 \| 15世纪 \| 16世纪                                                                                 |
| 年代： | 1440年代 \| 1450年代 \| 1460年代 \| 1470年代 \| 1480年代 \| 1490年代 \| 1500年代                           |
| 年份： | 1465年 \| 1466年 \| 1467年 \| 1468年 \| 1469年 \| 1470年 \| 1471年 \| 1472年 \| 1473年 \| 1474年 \| 1475年 |
| 纪年： | 庚寅年（虎年）；明成化六年；越南洪德元年；日本文明二年                                                     |

## 大事记
- 亚洲
  - 哈薩克汗國正式立國。
  - 亦思馬勒遊牧在河套，成為永謝布部的領主。

## 出生
- 6月30日︰查理八世，法國瓦盧瓦王朝國王。（1498年逝世）
- 11月4日——愛德華五世，英格蘭國王。（約1483年逝世）
- 唐寅（1470年－1524年），江南四大才子之首。
- 文徵明（1470年－1559年），江南四大才子之一。

- 明孝宗朱祐樘，（1470年－1505年），年號弘治，是明憲宗成化帝朱見深的三子。明朝第9位皇帝（1488年－1505年在位），在位18年，享年34歲。死後葬於泰陵（今北京明十三陵）